# Campionati europei di canottaggio 2012 - 4 di coppia femminile
Il 4 di coppia femminile dei Campionati europei di canottaggio 2012 si è svolto tra il 14 e il 16 settembre 2012. Hanno partecipato 9 equipaggi.

## Formato
Nel primo turno, i primi due equipaggi di ogni batteria si sono qualificati alla finale A, mentre gli altri si sono affrontati nel ripescaggio che ha qualificato altri due equipaggi. Gli equipaggi eliminati hanno partecipato alla finale B.

## Programma
| Data              | Ora (UTC+2) | Turno             |
| ----------------- | ----------- | ----------------- |
| 14 settembre 2012 | 11:54       | Batterie          |
| 15 settembre 2012 | 13:02       | Ripescaggio       |
| 16 settembre 2012 | 10:35 13:32 | Finale B Finale A |

## Risultati

### Batterie
| Pos. | Atleti                                                                        | Nazione     | Tempo   | Note |
| ---- | ----------------------------------------------------------------------------- | ----------- | ------- | ---- |
| 1    | Kamila Soćko Joanna Leszczyńska Sylwia Lewandowska Natalia Madaj              | Polonia     | 6'24"16 | Q    |
| 2    | Vasilisa Kostygova Evgenija Soldunova Ekaterina Potapova Marija Krasil'nikova | Russia      | 6'29"54 | Q    |
| 3    | Marie Le Nepvou Alice Mayne Noémie Kober Hélène Lefebvre                      | Francia     | 6'42"03 | R    |
| 4    | Charlotte Andersson Veronika Karlsson Anna Malvina Svennung Maria Wilgotsson  | Svezia      | 6'56"56 | R    |
| 5    | Kirsten Wielaard Janneke van der Meulen Dominique van der Pauw Femke Dekker   | Paesi Bassi | 6'56"56 | R    |

| Pos. | Atleti                                                                 | Nazione | Tempo   | Note |
| ---- | ---------------------------------------------------------------------- | ------- | ------- | ---- |
| 1    | Kateryna Tarasenko Natalja Dovhod'ko Ol'ha Hurkovs'ka Jana Dement'jeva | Ucraina | 6'24"70 | Q    |
| 2    | Ionelia Zaharia Ioana Craciun Camelia Lupașcu Nicoleta Albu            | Romania | 6'25"72 | Q    |
| 3    | Katharina Lobnig Michaela Taupe-Traer Magdalena Lobnig Lisa Farthofer  | Austria | 6'30"42 | R    |
| 4    | Gaia Marzari Laura Basadonna Veronica Paccagnella Silvia Torsellini    | Italia  | 6'52"51 | R    |

### Ripescaggio
| Pos. | Atleti                                                                       | Nazione     | Tempo   | Note |
| ---- | ---------------------------------------------------------------------------- | ----------- | ------- | ---- |
| 1    | Katharina Lobnig Michaela Taupe-Traer Magdalena Lobnig Lisa Farthofer        | Austria     | 6'33"13 | Q    |
| 2    | Kirsten Wielaard Janneke van der Meulen Dominique van der Pauw Femke Dekker  | Paesi Bassi | 6'38"20 | Q    |
| 3    | Marie Le Nepvou Alice Mayne Noémie Kober Hélène Lefebvre                     | Francia     | 6'40"02 |      |
| 4    | Charlotte Andersson Veronika Karlsson Anna Malvina Svennung Maria Wilgotsson | Svezia      | 6'43"93 |      |
| 5    | Gaia Marzari Laura Basadonna Veronica Paccagnella Silvia Torsellini          | Italia      | 6'49"82 |      |

### Finali
| Pos. | Atleti                                                                       | Nazione | Tempo   | Note |
| ---- | ---------------------------------------------------------------------------- | ------- | ------- | ---- |
| 1    | Marie Le Nepvou Alice Mayne Noémie Kober Hélène Lefebvre                     | Francia | 6'44"05 |      |
| 2    | Charlotte Andersson Veronika Karlsson Anna Malvina Svennung Maria Wilgotsson | Svezia  | 6'44"81 |      |
| 3    | Gaia Marzari Laura Basadonna Veronica Paccagnella Silvia Torsellini          | Italia  | 6'55"97 |      |

| Pos.    | Atleti                                                                        | Nazione     | Tempo   | Note |
| ------- | ----------------------------------------------------------------------------- | ----------- | ------- | ---- |
| Oro     | Kateryna Tarasenko Natalja Dovhod'ko Ol'ha Hurkovs'ka Jana Dement'jeva        | Ucraina     | 6'26"44 |      |
| Argento | Kamila Soćko Joanna Leszczyńska Sylwia Lewandowska Natalia Madaj              | Polonia     | 6'28"42 |      |
| Bronzo  | Ionelia Zaharia Ioana Craciun Camelia Lupașcu Nicoleta Albu                   | Romania     | 6'25"72 |      |
| 4       | Vasilisa Kostygova Evgenija Soldunova Ekaterina Potapova Marija Krasil'nikova | Russia      | 6'32"42 |      |
| 5       | Katharina Lobnig Michaela Taupe-Traer Magdalena Lobnig Lisa Farthofer         | Austria     | 6'39"30 |      |
| 6       | Kirsten Wielaard Janneke van der Meulen Dominique van der Pauw Femke Dekker   | Paesi Bassi | 6'52"94 |      |